# Arturo Rubin
Arturo Máximo Rubin Schwartzman (Asunción, 7 de agosto de 1948) es un periodista deportivo paraguayo de radio y televisión, especializado en el análisis y narración de partidos de fútbol.

## Trayectoria
Comenzó su carrera como relator de encuentros futbolísticos en el año 1976 trabajando para la Radio Ñandutí, cuyo propietario es su hermano mayor, Humberto Rubin, otro reconocido comunicador de larguísima trayectoria. Allí permaneció hasta 1986, momento en el cual el régimen dictatorial vigente por entonces clausuraba la emisora.
Luego pasó por un breve espacio de tiempo a Radio Cáritas, para poco después, en 1987, desembarcar en Radio Primero de Marzo, a la que llegó para reemplazar al relator principal de la estación, Carlos Alberto Gómez, quien había fallecido recientemente. En dicho medio se estableció durante alrededor de 21 temporadas divididas en dos etapas: la primera, la que abarcó el período entre 1987 y 1995. Y la segunda, que se inició en 1999 y que duró hasta 2012. Entre 1995 y 1999 pasó por las radioemisoras Nacional del Paraguay (estatal) y Uno.
Asimismo, Rubin se ha desempeñado en la faceta de presentador de programas de televisión, tales como La mañana de cada día (1993-1999), Confidencial, Zona Caliente, Fútbol a lo Grande TV, entre otros, pasando por los canales TV Cerro Corá (canal 9), Teledifusora Paraguaya (canal 13), Telefuturo (canal 4) y LaTele (canal 11).
Arturo considera como sus mentores a Ovidio Javier Talavera, con quien dio sus primeros pasos en la profesión, y Fernando Cazenave, ambos destacados referentes del periodismo paraguayo.
A partir de 2013, tras abandonar la Megacadena de Comunicación integrada por las radios Primero de Marzo, Canal 100 y Latina, Rubin toma un nuevo rumbo y se traslada a radio Monumental, perteneciente a Antonio J. Vierci y del Grupo A.J. Vierci, dueño a su vez del Centro Informativo Multimedios (CIM), junto a todo su equipo que conforma el programa llamado Fútbol a lo Grande. Poco después, inaugura un espacio televisivo denominado bajo el mismo nombre emitido por el canal 4 de Telefuturo.

### Presente
| Medio            | Programación       | Horarios      | Días            |
| ---------------- | ------------------ | ------------- | --------------- |
| Telefuturo       | Telediario         | 19:00 a 21:00 | Lunes a viernes |
| Telefuturo       | Día a día          | 05:30 a 09:00 | Lunes a viernes |
| Telefuturo       | Fútbol a lo grande | 23:00 a 00:00 | Domingo         |
| Radio Urbana     | Urbana a lo máximo | 07:00 a 09:00 | Lunes a viernes |
| Radio Monumental | Fútbol a lo grande | 11:30 a 14:00 | Lunes a viernes |